# Antonio Martín García
Antonio Martín García (Cádiz, 1950), conocido como "El niño de San Vicente" es autor de agrupaciones en el Carnaval de Cádiz, destacando en la comparsa, así como compositor para varios cantantes del panorama musical español, siendo el autor de varias canciones de la artista Rocío Jurado.
Desde el 17 de febrero de 2018, su nombre, aparece dando nombre a la Plaza la Cruz Verde compartiendo, a petición suya, cartel con la mítica plaza viñera, cerca de la calle San Vicente, donde pasó su infancia.

## Trayectoria carnavalesca
Antonio Martín pasa por ser uno de los autores más representativos del carnaval gaditano. Ha conseguido un total de 16 primeros premios en comparsa en el concurso oficial de agrupaciones del Gran Teatro Falla. Además ha pregonado diversos carnavales, entre ellos el Carnaval de Cádiz de 1997. Antonio, jovencísimo, no sólo destacó en el recién nacido mundo de la comparsa, sino que llevó a gala el tanguillo que tanto defendía en sus letras. Fue con ello coautor junto a Antonio Burgos de su coro de La Viña dónde también consiguió diversos premios, con coros como La Plastilina o Batmonos que nos vamos.
En sus composiciones se destaca un fuerte aroma de Cádiz, con músicas y letras que aún hoy nos llevan al pasado de unas costumbres de una niñez ya marchita. Las calles del barrio de La Viña, la Plaza de la Cruz Verde y otros lugares históricos de Cádiz permanecen latentes en sus letras; así como la costumbre, ya cada vez menos vista, de la quema del juanillo en aquellos campos vecinales o la liberación del preso.
Antonio siempre mostró una gran aflicción sobre la muerte de su madre en sus letras. En la comparsa Agua Clara reflejó una de ellas.
Si la novia artística de Pedro Romero fue Lola; de Antonio Martín lo fue Rosarillo y Carmela, referentes a la patrona, la Virgen del Rosario, y a la Virgen del Carmen.
No obstante muchos se ensañaran en una animadversión entre Antonio y Paco Alba, Antonio demostró en muchas ocasiones el respeto que sentía por aquel genio conileño.
Aunque Paco Alba fuese su gran rival en los comienzos, también hay que resaltar que tuvo rivales de la talla de Enrique Villegas, Pedro Romero, Diego Caraballo o Martínez Ares; pero fue con este último con el que mantuvo diversas disputas sobre las tablas. El año de los Trotamúsicos, Antonio Martínez Ares llevó al falla Dorremifasoleando, dos comparsas con tipos muy similares, lo que ocasionó comparaciones.
Ha sido protagonista de las últimas tres décadas de Carnaval (70,80 y 90) con grupos merecedores de trece primeros premios. Antifaz de Oro en 1981 y Pregonero en 1997. Ha sido el único autor en toda la historia del Carnaval que en un mismo año ha conseguido los tres primeros premios en las tres modalidades: coro, comparsa y chirigota. Fue en 1990 con Bátmonos que Nos Vamos, La Mar de Coplas y Hasta que la Muerte Nos Separe.
En 1997 es nombrado pregonero del carnaval de Cádiz, realizando uno de los pregones más recordados de la historia, además ese mismo año obtiene el 1º premio en comparsas con "Buscavidas". En 1998 saca la comparsa "Patiovecino" obteniendo el tercer premio. En 1999 decide tomarse unos años de descanso para volver en 2005 con "El Revuelo, los Viejos Copleros Nunca Mueren", quedándose en semifinales. En 2009 tras 41 años en el carnaval, vuelve a alzarse con el 1º premio en comparsas con "La Mare que me Parió". En 2011 trae al concurso "Las Locuras de Martín Burton", pasando a la final donde obtuvo un tercer premio.
En 2013 vuelve a vencer en las tablas del Gran Teatro Falla gracias a su agrupación "La Comparsa del Genio", consolidándose como el más laureado de los comparsistas a lo largo de toda la historia. En 2014 sigue como director Ángel Subiela, para defender el primer premio conseguido el año anterior, y Antonio Martín presenta a "Los Hippytanos" que tiene un gran calado en la afición y consigue un segundo premio. En 2015 decide descansar y es en 2016 cuando saca la comparsa "Los Invencibles" con un grupo totalmente renovado sin Francisco Javier Tizón el Pájaro, Ángel Subiela o Carlos Brihuega, el Carli. La comparsa tiene una gran aceptación en preliminares pero a lo largo del concurso se va desinflando quedándose en semifinales. En 2017 vuelve a cambiar totalmente de grupo, ahora su grupo está formado por una parte por comparsistas con una gran trayectoria a sus espaldas como Antonio Cantos el Caracol y, por otro lado, por gente joven. Será su comparsa número 50 y con la que se despida del Gran Teatro Falla, siendo semifinalista aunque actuaron en forma de homenaje en la gran final.
Tras Paco Alba es máximo exponente de la comparsa en el Carnaval de Cádiz, por su calidad musical y letrística, lo cual demuestran sus 16 primeros premios y sus 37 finales.
En febrero de 2019 recibió la Medalla de Andalucía.
En el programa de Canal Sur, emitido en octubre de 2022, comenta que presentaría al COAC 2024, una comparsa femenina siendo directora la cantante Merche.

### Comparsas
| Año  | Agrupación                                    | Puesto |  |
| ---- | --------------------------------------------- | ------ |  |
| 1968 | Los Mayordomos                                | 3      |  |
| 1969 | Los Nuevos Aristócratas                       | 3      |  |
| 1970 | Los Tarantos                                  | 1      |  |
| 1971 | Los Porteños                                  | 2      |  |
| 1972 | Los Aventureros                               | 1      |  |
| 1973 | Capricho Andaluz                              | 1      |  |
| 1974 | Los Rumberos                                  | 1      |  |
| 1974 | Los Camarones de la Isla                      | Prov   |  |
| 1975 | Las Buenaventuras                             | Prov   |  |
| 1976 | España y Olé                                  | 2      |  |
| 1977 | Los Mandingos                                 | 1      |  |
| 1978 | Los Arrabaleros                               | Prov   |  |
| 1979 | Los Charlys Rivers                            | Prov   |  |
| 1979 | Ángeles y Demonios                            | 1      |  |
| 1980 | Caleta                                        | SF     |  |
| 1981 | Charlatanes de Feria                          | 3      |  |
| 1982 | Voces Negras                                  | 3      |  |
| 1983 | Agua Clara                                    | 1      |  |
| 1984 | Andaluces por el Mundo                        | 2      |  |
| 1985 | Entre Rejas                                   | 1      |  |
| 1986 | Soplos de Vida                                | 1      |  |
| 1987 | A Fuego Vivo                                  | 1      |  |
| 1989 | Tras la Máscara                               | 2      |  |
| 1990 | La Mar de Coplas                              | 1      |  |
| 1991 | Encajebolillos                                | 1      |  |
| 1992 | Los Trotamusicos                              | 2      |  |
| 1993 | El Tirititero                                 | 3      |  |
| 1994 | Las Verdades del Barquero                     | 3      |  |
| 1995 | Los Principiantes                             | 3      |  |
| 1996 | Los Quijotes del Sur                          | 3      |  |
| 1997 | Los Buscavidas                                | 1      |  |
| 1998 | Patiovecino                                   | 3      |  |
| 1999 | Los Contrabandistas                           | *      |  |
| 2005 | El Revuelo (Los Viejos Copleros Nunca Mueren) | SF     |  |
| 2006 | La Quintaesencia                              | 1Acc   |  |
| 2007 | Los Hijos de la Libertad                      | 4      |  |
| 2008 | Los Héroes del 3x4                            | 1Acc   |  |
| 2009 | La Mare que me Parió                          | 1      |  |
| 2010 | Los Caballeros de la Piera Reonda             | 3      |  |
| 2011 | Las Locuras de Martín Burton                  | 3      |  |
| 2012 | Se Acabó el Cuento                            | 1Acc   |  |
| 2013 | La comparsa del genio                         | 1      |  |
| 2014 | Los hippytanos                                | 2      |  |
| 2016 | Los Invencibles                               | SF     |  |
| 2017 | Ley de Vida                                   | SF     |  |

1Acc = 1er Accésit, SF = Semifinalista, Prov = Provincial
*No participa en COAC

#### Palmarés
- Primeros Premios: 16
- Primeros Premios Provinciales: 1
- Segundos Premios: 6
- Segundos Premios Provinciales: 2
- Terceros Premios: 11
- Terceros Premios Provinciales: 1
- Cuartos Premios: 3
- Quintos Premios: 1

### Coros
A ello hay que añadir sus incursiones en las modalidades de Coros, en la mayoría participando en la autoría del coro La Salle-Viña.
| Año  | Agrupación                            | Puesto |                |
| ---- | ------------------------------------- | ------ | -------------- |
| 1986 | La Plastilina                         | 3      | Colaboración   |
| 1987 | Cuarenta en bastos                    | 3      | Colaboración   |
| 1988 | Rodeo                                 | 3      | Música         |
| 1989 | Takata Chin Chin Pom Pom              | 1      | Música         |
| 1990 | Batmonos que nos vamos                | 1      | Música         |
| 1991 | A Venecia del Tirón                   | 2      | Música         |
| 1992 | Los Pájaros                           | 3      | Música         |
| 1994 | Al Ataque                             | SF     | Música         |
| 1995 | Los Cuentistas                        | 4      | Letra y música |
| 1996 | El Chichibolo                         | 3      | Música         |
| 1997 | El Habla de Cádiz                     | 1      | Música         |
| 1998 | Al Liquindoi                          | 4      | Música         |
| 2004 | Hotel Caleta Pala... y Pico           | Prelim | Música         |
| 2005 | Rebelión a Bordo de la Patera Mangoli | SF     | Música         |
| 2006 | Hecho en Cai                          | SF     | Música         |
| 2009 | Los celtas largos y con boquilla      | CF     | Música         |
| 2010 | El cofre del tesoro                   | SF     | Música         |
| 2011 | El asedio                             | CF     | Música         |
| 2012 | ¿Listos los de atrás? ¡Listos!        | CF     | Música         |
| 2013 | Guais plais mais                      | CF     | Letra y música |

SF = Semifinalista, CF = Cuartofinalista, Prelim = Preliminares

### Chirigotas
Ha colaborado también como autor de las música de varias chirigotas.
| Año  | Agrupación                                  | Puesto |        |
| ---- | ------------------------------------------- | ------ | ------ |
| 1984 | Pulpo a la Gallega                          | 1Acc   | Letra  |
| 1990 | Hasta que la Muerte nos Separe              | 1      | Música |
| 1992 | Bien nos diste Coba Cristoba                | 2      | Música |
| 1993 | Partido de Risa Obrero Español (PROE)       | 2      | Música |
| 1994 | Los Tangos Bien Puestos                     | SF     | Música |
| 1995 | Los Hombres de Neardenthal ¡Hola Que Tal!   | 3      | Música |
| 1996 | Hasta las Mismas Trancas ¡Cádiz!            | SF     | Música |
| 1998 | Club de Fanes de Estrellita Castro          | 3      | Música |
| 2004 | Los Virtuales... Llegó el Desmatrix.        | Prelim | Música |
| 2014 | Los destripadores de la calle Londres       | SF     | Música |
| 2015 | Los del puntazo en el coco                  | SF     | Música |
| 2016 | Una especie en extinción (los chirigoteros) | CF     | Música |

1Acc = 1er Accésit, SF = Semifinalista, CF = Cuartofinalista, Prelim = Preliminares

### Cuartetos
Y también colaboró en la modalidad de cuartetos con:
| Año  | Agrupación | Puesto        |       |
| ---- | ---------- | ------------- | ----- |
| 1984 | La Goma 2  | Descalificado | Letra |

## Otros premios
- Antifaz de Oro: 1981